# Banco Galicia
Banco Galicia è un istituto di credito argentino privato fondato nel 1905. Fa parte del Grupo Financiero Galicia  ed è una delle principali banche argentine.

## Storia

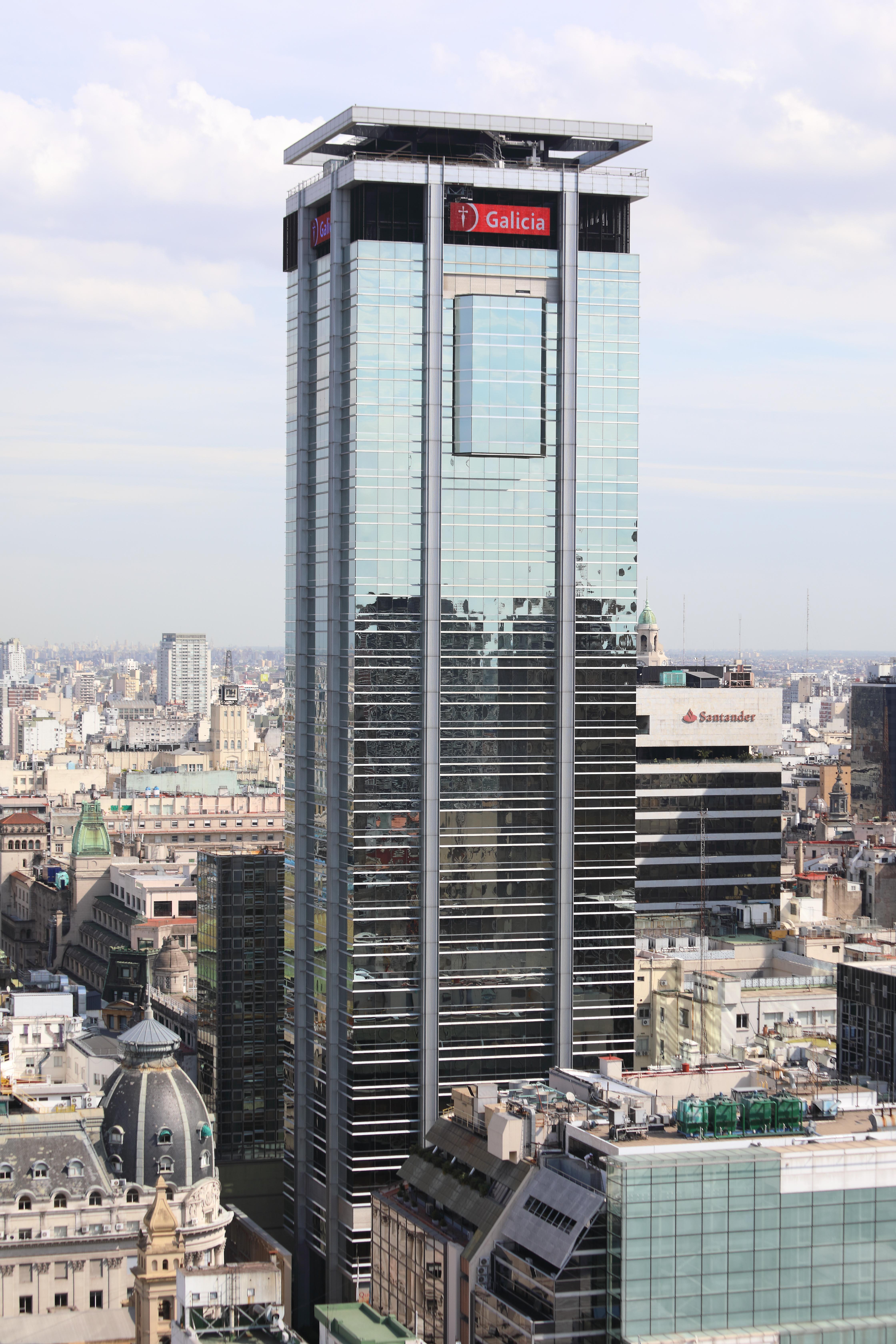
La Torre Galicia Central, sede centrale della banca a Buenos Aires.

Il 6 novembre 1905, un gruppo di membri della comunità galiziana in Argentina fondò il Banco de Galicia y Buenos Aires S.A., che iniziò la sua attività nello stesso anno, in calle Reconquista 146, per fornire servizi finanziari. Alla fine dell'anno erano stati depositati circa quattro milioni di pesos in più di 2.500 conti finanziari.
Nel 1926 divenne presidente della banca Manuel Escasany, un immigrato catalano che aveva fondato una catena di negozi di orologi e gioielli. Suo figlio Eduardo, ingegnere, ne divenne presidente nel 1948 e vi rimase fino alla sua morte nel 1972. Tra il 1940 e il 1950, invitò due delle più ricche famiglie argentine (i Braun Menéndez e gli Ayerza) a diventare azionisti della banca. 
Nel luglio 2000 il Grupo Financiero Galicia è diventato l'azionista di controllo del Banco Galicia, detenendo all'epoca il 93,2% del suo capitale. Attualmente detiene il 94,84% del capitale del Banco. Le azioni del Grupo Financiero Galicia sono quotate al NASDAQ negli Stati Uniti, alla Borsa di Buenos Aires e alla Borsa di Córdoba.
Il Banco Galicia è stata la prima entità argentina a rivolgersi ai mercati azionari in Europa e negli Stati Uniti all'inizio degli anni Novanta. Nel 1993 ha effettuato un'offerta pubblica internazionale delle sue azioni negli Stati Uniti e in Europa. L'anno successivo ha aperto una filiale a New York e le azioni dell'istituto sono state successivamente quotate al NASDAQ negli Stati Uniti sotto forma di American Depositary Shares (ADS).